# 楠兼敬
楠兼敬（日语：／ Kusunoki kaneyoshi */?，1923年7月12日—2020年9月16日），日本汽车工程师。曾任丰田汽车董事副总经理、日野汽车董事長、中部工业工程学协会会长等职。

## 生平
1923年生于福岡県福岡市。1946年从東北帝国大学工学部機械工学科毕业后进入丰田汽车公司工作。师从大野耐一。1972年，升任特殊部品製造企画室长。1975年，任生产管理部长。1978年，任常务董事兼衣浦工厂厂长、生产管理部、安全环境部负责人。1982年，任执行董事兼生产关系部门负责人。1984年，开始担任董事副总经理，在工廠全面推进豐田生產方式。1985年，任丰田汽车美国分公司董事長。1986年，任丰田汽车美国生产工厂、加拿大生产工厂董事总经理。
1987年，获藍綬褒章。1991年，任日野汽车董事长。1993年，任丰田汽车顾问、获勋三等旭日中绶章。1990年，任中部工业机械协会会长。1995年，任日本设备管理学会会长。2000年至2002年，任东北大学机械学校友会会长。
2020年9月16日逝世。终年97岁。